# مارشا پی. جانسون
مارشا پی. جانسون (بهانگلیسی: Marsha P. Johnson؛ ۲۴ اوت ۱۹۴۵–۶ ژوئیه ۱۹۹۲)، که همچنین به نام مالکوم مایکلز جونیور (بهانگلیسی: Malcolm Michaels Jr) شهرت دارد، یک فعال آزادی همجنس‌گرایی اهل ایالات متحده آمریکا بود . جانسون که به عنوان یک حامی صریح حقوق همجنسگرایان شناخته می‌شد، یکی از چهره‌های برجسته قیام استون‌وال در سال ۱۹۶۹ بود.  یکی از بنیانگذاران جبهه آزادی جنسیتی (به‌انگلیسی: Street Transvestite Revolution Revolution؛ به اختصار: STAR) را به همراه دوست نزدیکش سیلویا ریورا تأسیس کرد. او چهره‌ای محبوب در هنرهای نمایشی همجنسگرایی در نیویورک به‌شمار می‌رفت و برای اندی وارهول مدل شد و با گروه هلوی داغ بر روی صحنه رفت.  جانسون برای دهه‌ها به عنوان شخصیت مشهور در مهمانی خیابان‌های روستای گرینویچ حضور می‌یافت و به عنوان "شهردار خیابان کریستوفر " شناخته می‌شد. از سال ۱۹۸۷ تا ۱۹۹۲، جانسون یک فعال مبارزه با ایدز بود.